# Барба-Ніколь Кліко-Понсарден
Барба-Ніколь Понсарден, у шлюбі Кліко-Понсарден, відома як Мадам Кліко, фр. Barbe-Nicole Clicquot-Ponsardin; 1777—1866) — французька підприємиця, власниця бізнесу з виробництва шампанських вин, що володіє брендом «Вдова Кліко» й існує донині.

## Життєпис
Народилася 16 грудня 1777 року в Реймсі, Франція, у заможній та впливовій родині. Її батько, Понс Жан Ніколя Філіп Понсарден (фр. Ponce Jean Nicolas Philippe Ponsardin), був  текстильним фабрикантом та політичним діячем. Матір — Жанна Жозеф Марі-Клементін Летертр Уарт (фр. Jeanne Josephe Marie-Clémentine Letertre Huart).
У 21 рік вона вступила в шлюб з підприємцем Франсуа Кліко (фр. François Clicquot), який помер шість років по тому, в 1805 році. 27-річна Кліко стала на чолі управління справами, пов'язаними з банківською діяльністю, торгівлею шерстю й виробництвом шампанського. Мадам Кліко, як стали називати молоду вдову, сконцентрувалася на виноробстві — компанія стала називатися «Вдова Кліко». Під її керівництвом винороби розробили процес ремюажу, що дав змогу розв'язати проблему з осадом у вині, не втрачаючи при цьому вуглекислий газ. Спочатку компанія намагалася зберегти цей метод у секреті, але в кінці 1820-х секрет був розкритий і інші виноробні будинки стали впроваджувати потокові лінії ремюажу.

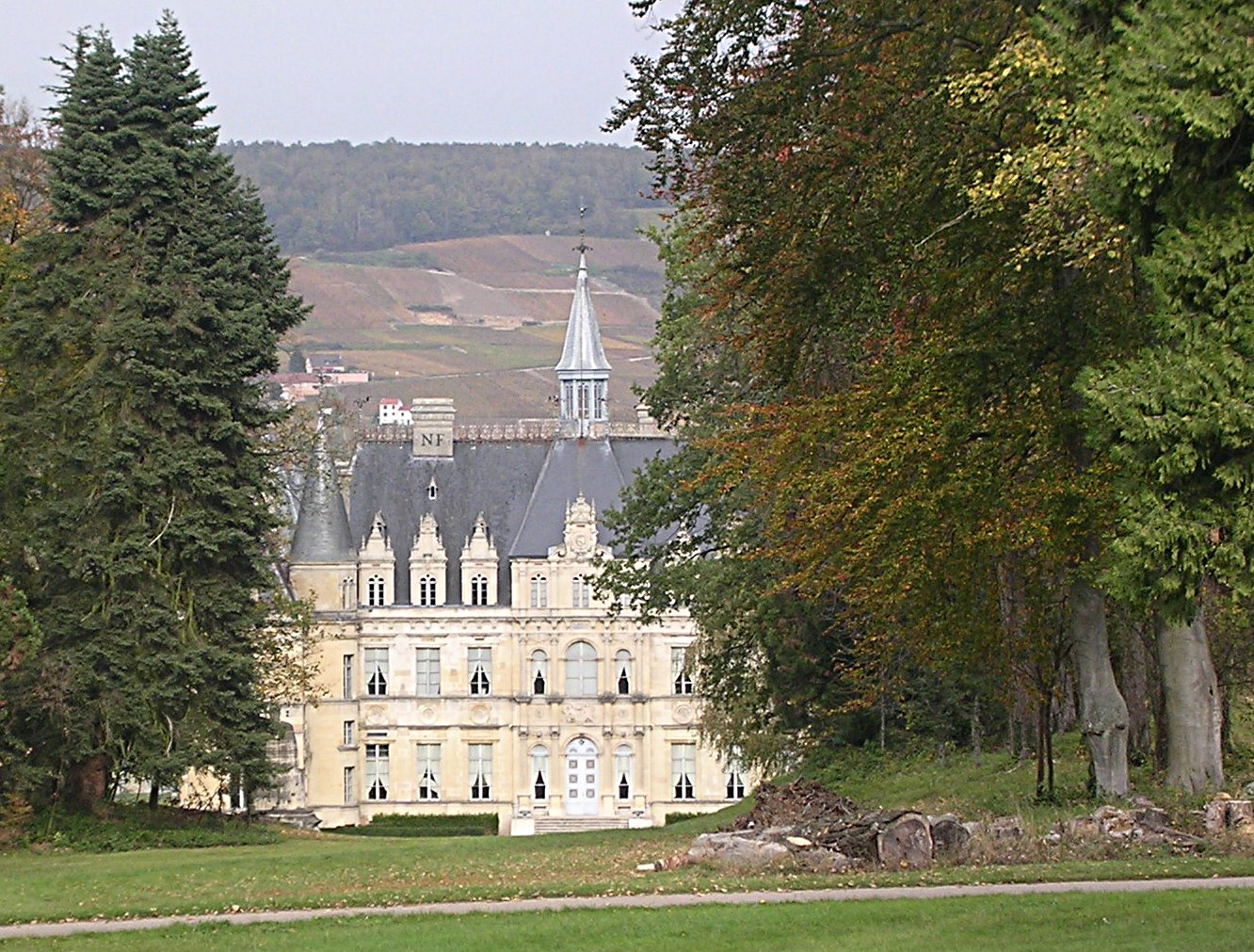
Виноробна садиба (шато) Бурсо в 2005 році

Після поразки Наполеона французьку провінцію Шампань окупувала російська армія. У період окупації шампанське стало предметом реквізиції. Коли внаслідок експропріації винні підвали «Вдови Кліко» спорожніли, вона заявила: «Сьогодні вони п'ють. Завтра вони заплатять». Її слова виявилися пророчими, оскільки наступні 100 років, аж до революції 1917 року, Російська імперія стала за обсягом замовлень другим у світі споживачем шампанського.
Барба-Ніколь Кліко-Понсарден більше не одружувалась, жила в замку Шато де Бурсо (фр. Château de Boursault) містечка Бурсо, де померла 29 липня 1866 року. Похована в родинному склепі Кліко-Понсарден на Північному кладовищі в Реймсі. Замок успадкувала герцогиня Анна д'Юзес, її правнучка.